# Rathaus Niederlößnitz
Das ehemalige Rathaus Niederlößnitz liegt am Rosa-Luxemburg-Platz 1 im Radebeuler Stadtteil Niederlößnitz, an der Ecke zur Dr.-Rudolf-Friedrichs-Straße.

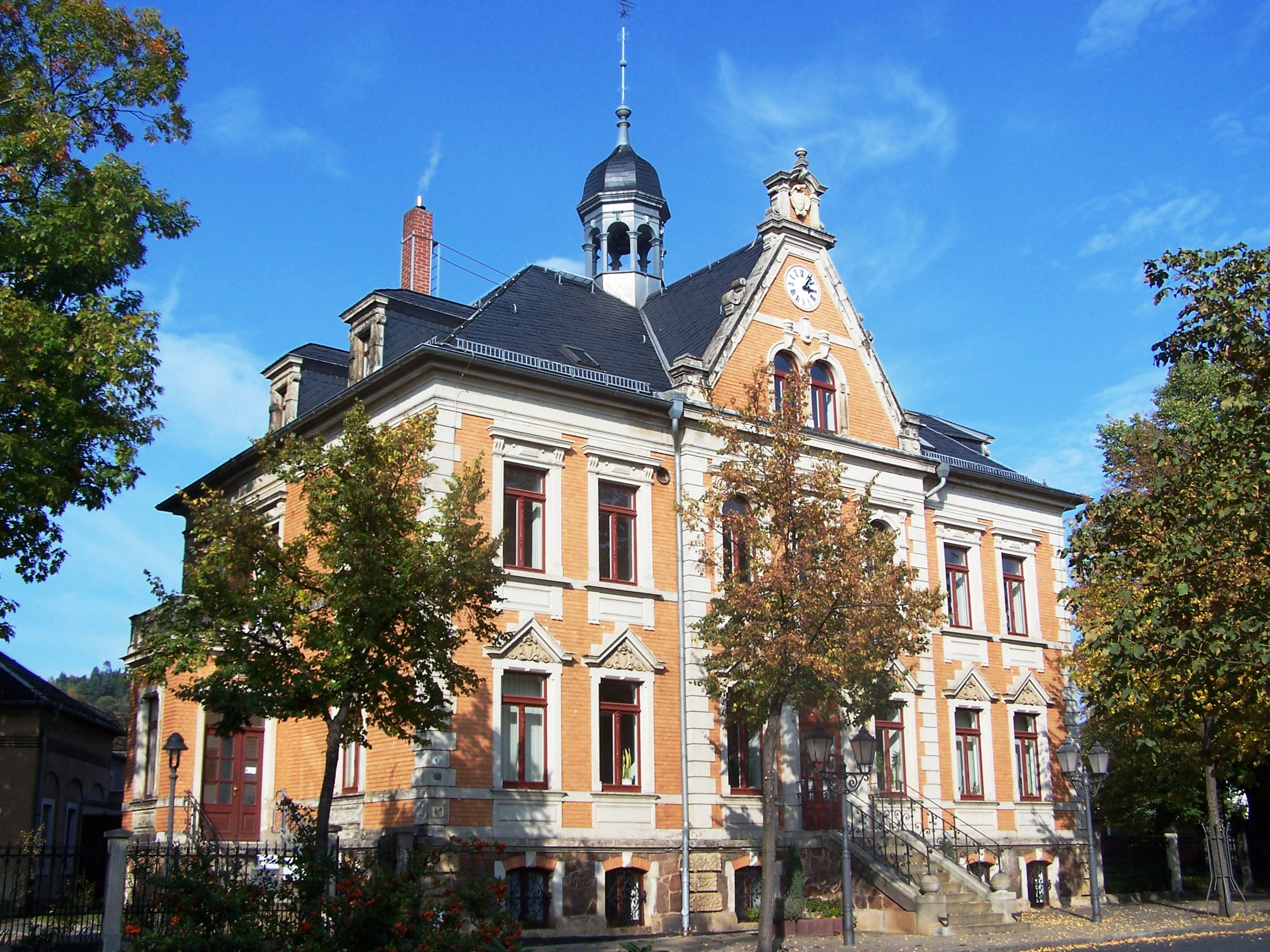
Ehemaliges Rathaus Niederlößnitz

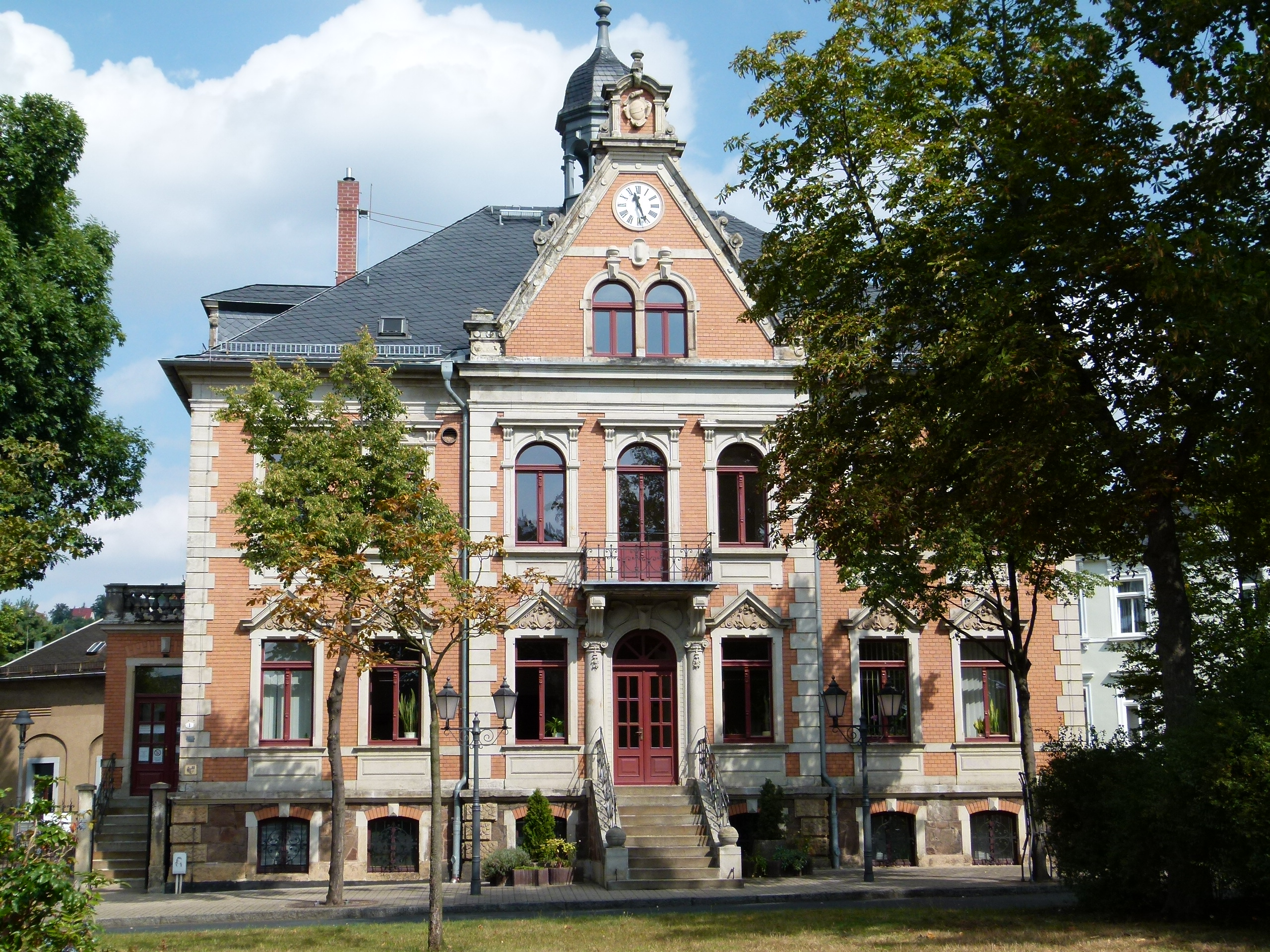
Ehemaliges Rathaus Niederlößnitz: Sicht auf den Mittelrisalit

## Beschreibung
Das repräsentative, mit der Einfriedung unter Denkmalschutz stehende Rathausgebäude steht nördlich am Rosa-Luxemburg-Platz und überblickt diesen. Der zweigeschossige Bau hat sieben Fensterachsen in der Hauptansicht, von denen die drei mittleren als Risalit mit einem Repräsentationsbalkon auf Sandsteinkonsolen, einem dreieckigen Giebel mit einer Uhr und einem Wappenaufsatz ausgebildet sind. In dem Risalit befindet sich der Haupteingang über eine Freitreppe. In der linken Seitenansicht befindet sich ein Nebeneingang in einem Söller. Das Gebäude steht auf einem Syenit-Bruchsteinsockel mit Sandsteinfassungen als Souterraingeschoss, obenauf befindet sich ein Walmdach mit seitlichen und hinteren Walmgauben wegen des Dachausbaus sowie mittig einem achteckigen, offenen Dachreiter mit Spitze.
Die Fassaden bestehen aus ockerfarbenen Verblendziegeln, dazu kommen Eckquaderungen. Die Fenster sind durch Sandsteingewände eingefasst. Im Souterrain sind sie segmentbogig mit Schlussstein. Die Rechteckfenster der beiden Hauptgeschosse tragen Giebelverdachungen im Erdgeschoss und horizontale Verdachungen im Obergeschoss, dazu Ornamentik und Brüstungsfelder. Die drei Repräsentationsfenster im Obergeschoss des Risalits sind ebenso wie der Haupteingang darunter und das Koppelfenster im Giebel darüber rundbogig ausgeführt.
Das ehemalige Rathaus ist wegen seiner „gestalterisch anspruchsvollen Fassade“ nicht nur baugeschichtlich bedeutend, sondern auch künstlerisch von Belang.

## Geschichte

Rathaus Niederlößnitz (handkolorierte Postkarte, gestempelt 1901)

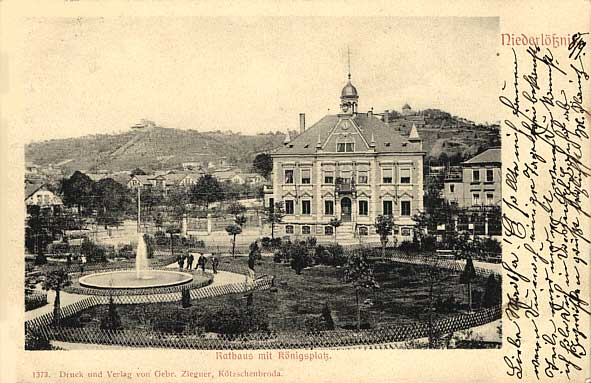
Rathaus Niederlößnitz, davor der Königsplatz mit Fontäne (Postkarte, gestempelt 1905)

1839 wurde die Landgemeinde Niederlößnitz gegründet. Der Sitz der Gemeindeverwaltung befand sich seitdem jeweils im Haus des ehrenamtlichen Gemeindevorstands.
Nach dem starken Bevölkerungswachstum in der zweiten Hälfte des 19. Jahrhunderts beschloss die Gemeinde 1890 die Anstellung hauptamtlicher Gemeindevorstände sowie eines Gemeindepolizisten. Um diese unterzubringen, wurde nach Erteilen der Erlaubnis durch die Dresdner Amtshauptmannschaft im Folgejahr am Nordende des Königsplatzes (heute Rosa-Luxemburg-Platz) ein Grundstück erworben und zwischen 1892 und 1895 durch den Niederlößnitzer Architekten und Baumeister Adolf Neumann, der dort zugleich auch Gemeinderatsmitglied war und den Bau bei der zuständigen Amtshauptmannschaft mitbeantragt hatte, das neue Rathaus als zweistöckiger Repräsentationsbau mit Nebengebäude errichtet. Im Jahr 1908 erfolgte ein Anbau an das Nebengebäude zur Aufnahme einer Polizeiwache.
1923 erfolgte im Rathaus Niederlößnitz der Zusammenschluss von Naundorf, Niederlößnitz und Zitzschewig mit Kötzschenbroda zur neuen Großgemeinde Kötzschenbroda. Der dort seit 1904 amtierende Gemeindevorstand von Niederlößnitz, Oswald Hans, wurde Gemeindevorstand der Großgemeinde und 1924, mit der Ernennung von Kötzschenbroda zur Stadt, erster Bürgermeister von Kötzschenbroda. Nach der Vereinigung mit Radebeul zur Stadt Radebeul im Jahr 1935 wurde das Gebäude in Stadthaus umbenannt und beherbergte Außenstellen mehrerer Ämter, 1943 wurde es dann Sitz des Standesamtes.
Ab 1953 befand sich in Teilen des Hauses ein Kinderhort, von 1971 bis 1990 wurde das gesamte Gebäude durch die Kindertageskrippe Rosa Luxemburg genutzt. Nach einer umfänglichen Sanierung von 1991 bis 1993 war dort zeitweise das Radebeuler Standesamt untergebracht, das 2014 in das ehemalige Postamt Radebeul direkt neben dem Radebeuler Rathaus umzog.